# John Herschel

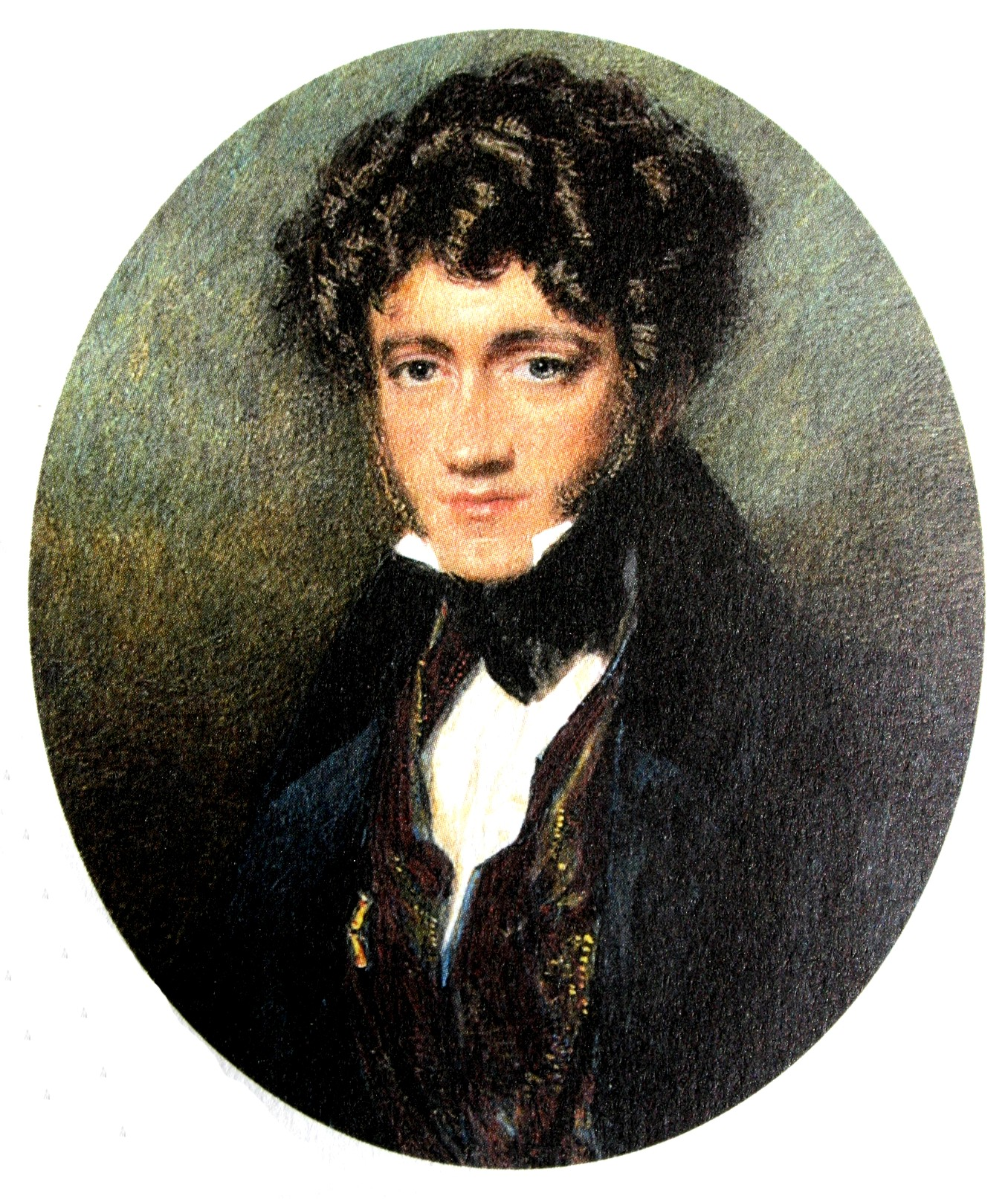
John Herschel, 1829

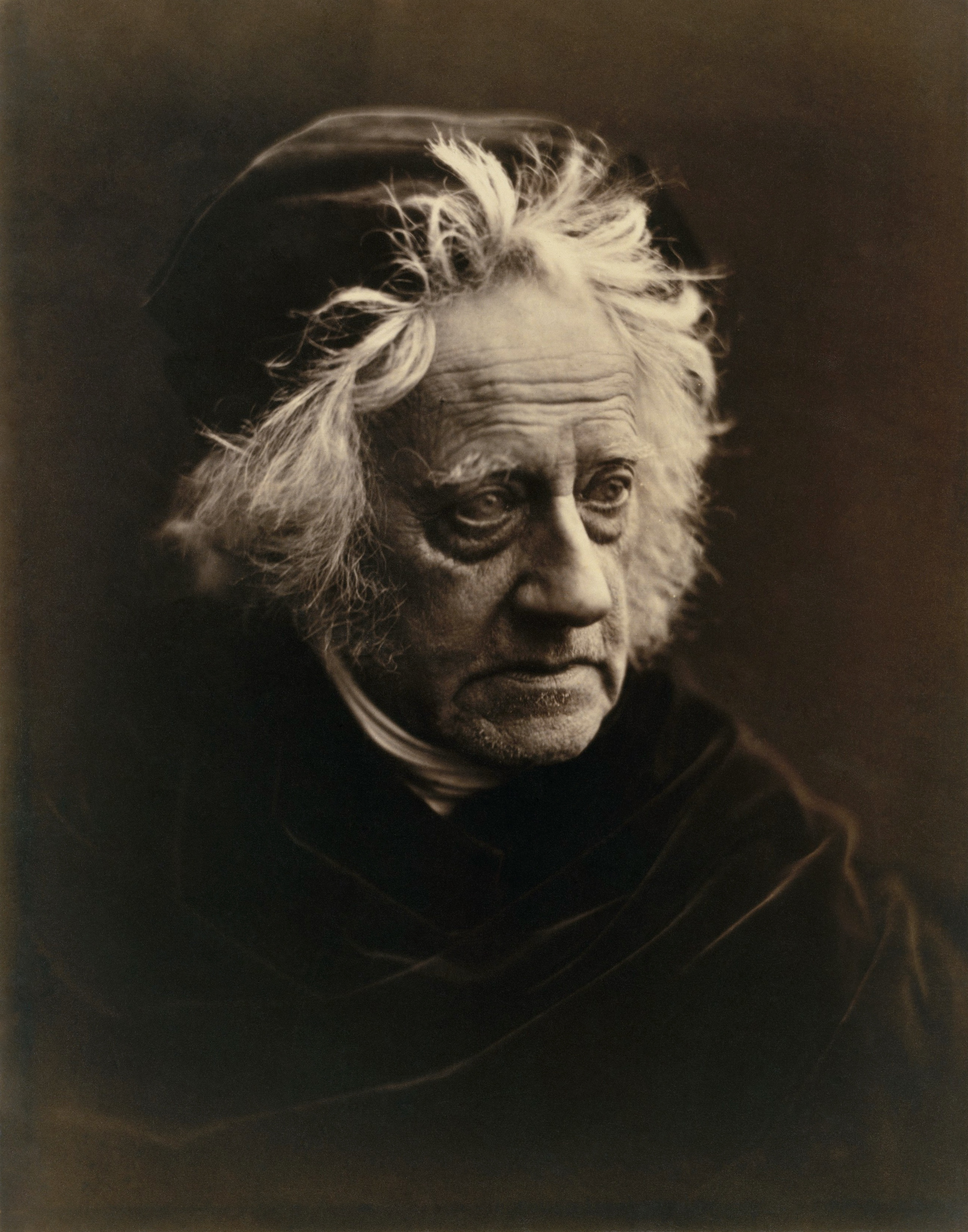
John Herschel na zdjęciu Julii Margaret Cameron, 1867

John Frederick William Herschel (ur. 7 marca 1792 w Slough, zm. 11 maja 1871 w Collingwood w hrabstwie Kent) – angielski naukowiec: astronom, fizyk i chemik, syn Mary Pitt i Williama Herschela. Dwukrotny laureat Medalu Copleya – najwyższej nagrody naukowej jego czasów (1821 i 1847).

## Życiorys
Ukończył Eton College, następnie w latach 1808–1816 studiował astronomię i matematykę w St John’s College na Uniwersytecie Cambridge. Studia licencjackie zakończył w roku 1813 jako drugi najlepszy na roku (ang. Second Wrangler). Studia magisterskie ukończył w roku 1816. W tymże roku porzucił świetnie się zapowiadającą karierę uniwersytecką, by pomóc choremu już ojcu w jego działalności i poświęcił się astronomii.
Od 1816 roku badał gwiazdy podwójne i mgławice. Zapał do badania nieba odziedziczył po ojcu, który odkrył Uran oraz zajmował się badaniami jego satelitów. Pierwszym dużym osiągnięciem była obserwacja gwiazd podwójnych, skatalogowanych przez jego ojca. Po śmierci ojca użył jego teleskopu do uaktualnienia katalogu gromad i mgławic. W latach 1821–1823, współpracując z Jamesem Southem, opublikował w „Philosophical Transactions” nowy katalog 5057 gwiazd podwójnych, z których sam odkrył 3347, za który obaj otrzymali Złoty Medal Królewskiego Towarzystwa Astronomicznego i Nagrodę Lalande’a (1825) Paryskiej Akademii Nauk.
W 1820 był jednym z założycieli Towarzystwa Astronomicznego (Astronomical Society). Od 1824 do 1827 był sekretarzem Królewskiego Towarzystwa (Royal Society). Potem w latach 1827–1829 pełnił funkcję prezydenta Towarzystwa Astronomicznego.
W 1833 ukazała się jego książka Treatise on Astronomy.
W roku 1834 wyjechał do Afryki, by stamtąd lepiej zbadać południową część nieba niewidoczną z Europy i naszkicować jej mapy. Pracował na Przylądku Dobrej Nadziei, odkrywając tam wiele nowych mgławic i gwiazd podwójnych. Odkrył w Obłoku Magellana 278 mgławic i skupień oraz 600 gwiazd. W czasie tej podróży chciał też przyjrzeć się komecie Halleya, która w 1835 roku miała pojawić się na niebie. Po powrocie do Anglii poddał analizie i opublikował wyniki swoich badań. Przez kolejną kadencję był prezesem teraz już Królewskiego Towarzystwa Astronomicznego (Royal Astronomical Society) – w latach 1839–1841 (później także 1847–1849). Konsekwentnie odrzucał liczne oferty na objęcie prestiżowych stanowisk akademickich i politycznych, preferując spokojną pracę badawczą. Od 1849 uzupełniał swój traktat przez 12 kolejnych wydań. Dokonał nieudanej próby zamiany brytyjskiego systemu monetarnego na system dziesiętny.
Po powrocie z Afryki w roku 1838 dowiedział się o artykule Richarda A. Locke’a w „New York Sun” o swoich rzekomych odkryciach z Księżyca (ludzie-nietoperze, morza, lasy, liliowo-fioletowe piramidy itp.).
W 1864 roku wydał General Catalogue of Nebulae and Clusters, zawierający wszystkie dotychczas znane (5079) mgławice i gromady gwiazd.
Prowadził także prace z optyki i teorii nauk przyrodniczych. Był jednym z pionierów fotografii. Do fotografii wprowadził takie terminy jak: negatyw, pozytyw i przede wszystkim samą nazwę dziedziny – fotografia. Odkrył tiosiarczan sodu, wynalazł cyjanotypię.
Odkrył zjawisko nazwane zjawiskiem Herschela.
Po śmierci bywał określany największym naukowcem stulecia. Został pochowany w Opactwie Westminsterskim obok Isaaca Newtona.
W 1874 roku, trzy lata po śmierci Herschela, ukazał się opracowany przez niego General Catalogue of 10,300 Multiple and Double Stars (Ogólny katalog 10 300 gwiazd wielokrotnych i podwójnych).

## Wyróżnienia
Członkostwa
- Royal Society od 1813
- Royal Society of Edinburgh od 1820

Nagrody
- Nagroda Lalande’a(inne języki) (1825, 1833)
- Złoty Medal Królewskiego Towarzystwa Astronomicznego (1826, 1836)
- Royal Medal (1833, 1836 i 1840)
- Medal Copleya (1821 i 1847)

Upamiętnienia
- na jego cześć nazwano krater J. Herschel na Księżycu[8]
- na cześć Williama i Johna Herschelów nazwano krater na Marsie[9]
- na jego cześć nazwano Mount Herschel(inne języki), jeden ze szczytów Górach Admiralicji w Górach Transantarktycznych na Ziemi Wiktorii w Antarktydzie Wschodniej wznoszący się na wysokość 3335 m[10].